# Какус
Ка́кос (Какий, Как, др.-греч. Κακός «плохой», «уродливый») — сын Гефеста (Вулкана).

## История
По рассказам латинских поэтов, Какус — чудовище, изрыгавшее огонь, сын Вулкана, людоед, великан, который жил на Авентинском холме — месте будущего Рима (по другой версии на Палатине), в пещере, окруженной остатками пожранных им людей. Брат Каки.
Какус похитил у Геркулеса (у греков Геракла) четырёх быков и четырёх телиц из Герионова стада, когда тот пировал у Эвандра, и, чтобы запутать следы, втащил их за хвосты в свою пещеру (чтобы по следам можно было думать, что животные вышли из пещеры, а не вошли в неё). Геркулес нашёл Какуса, услышав мычание коров, и задушил его. У Проперция — чудовище с тройной пастью.
Согласно описанию Диодора, Какус жил на Палатине и оказал радушный прием Геркулесу. На Палатине имеется Какиев спуск с каменными ступенями, где некогда стоял дом Какия. По Дионисию, он похитил коров Геркулеса, но тот ударом палицы убил Какуса, разрушил пещеру и воздвиг алтарь Зевса Еврисейского.
Согласно эвгемеристическому истолкованию, Какус был варварский вождь, побежденный войском эллинов во главе с Геркулесом.

## В литературе
- У Вергилия (Эн., VIII, 193—267) это получеловек-полузверь, изрыгающий дым и пламя, кровожадный убийца. Данте превращает его в кентавра и помещает за его проступок в восьмой круг ада[9].